# Gara Bobocu, Buzău
Gara Bobocu este un sat în comuna Cochirleanca din județul Buzău, Muntenia, România.

## Geografie

### Relief
Satul Gara Bobocu este situat în Câmpia Râmnicului, la o altitudine medie de 125 metri.

### Clima
Satul se încadrează la climatul temperat-continental, cu veri călduroase (o medie de 25 C) și ierni geroase (-3 C).Iarna se manifestă crivățul, un vânt geros și uscat ce bate dinspre nord-est, iar pe timpul verii se simte influența austrului, dinspre sud-vest.
Precipitațiile sunt reduse (cca 500 mm/an).

### Vegetația și fauna
Este tipică vegetația de stepă, puternic modificată de om, care a luat în cultură majoritatea terenurilor. La marginea drumurilor și pe terenurile nelucrate  vegetează pirul, colilia, știrul etc.
Animalele specifice sunt rozătoarele: șoarecele de câmp, iepurele de câmp, popândăul etc.

### Toponimia
Numele satului provine de la stația CFR din apropiere, de pe magistrala 500 București - Suceava, unde opresc trenurile personale.

## Transporturi
Se află pe magistrala 500 CFR București Nord - Suceava - Vicșani. Are stație de oprire a trenurilor personale, aflată la 11 km de Gara Buzău și 22 km de Gara Râmnicu Sărat.
Prin sat trece drumul județean DJ 220 ce permite legătura auto cu orașul Buzău, aflat la 16 km. Există curse regulate de autobuze, pe ruta Buzău–Bălăceanu și retur.

## Educație
În raza teritorială a satului se află Școala de Aplicație pentru Aviație Aurel Vlaicu.
Are școală I-IV, cu predare simultană (un singur învățător) și o grădiniță cu grupă combinată.

## Demografie
Satul are în jur de 350 locuitori, de etnie română și religie ortodoxă.

## Economie
Principala ocupație a locuitorilor este agricultura.
{{C
C